# Xã Greene, Quận Trumbull, Ohio
Xã Greene (tiếng Anh: Greene Township) là một xã thuộc quận Trumbull, tiểu bang Ohio, Hoa Kỳ. Năm 2010, dân số của xã này là 1.015 người.